# نواسكا
نواسكا هي كومونا (بلدية) في مدينة تورينو الحضرية في المنطقة الإيطالية بيدمونت ، وتقع على بعد حوالي 50 كيلومتر (31 ميل) شمال غرب تورينو ، في وادي أوركو .
تقع نواسكا على حدود البلديات التالية: كوجن وفالسافارنتش ولوكانا وتشيرسول ريالي وغروسكافالو وتشيالامبيرتو، وهي جزء من حديقة غران باراديسو الوطنية. القمة الرئيسية في المنطقة هي روك على بعد 4,026 متر (13,209 قدم) .
وتشتهر المدينة بسد سينجينو ، الذي يجذب الماعز التي تتسلق السد شديد الانحدار لتلتصق بالطوب المالح. 